# Giro frontal inferior
El giro frontal inferior es una circunvolución del cerebro. Está limitado por arriba por el surco frontal inferior, por detrás, por el surco precentral; hacia abajo, por el borde inferior del hemisferio cerebral y la cisura de Silvio. Queda dividido por las ramas anterior y ascendente de la cisura de Silvio en tres porciones: orbitaria, triangular y opercular.

## Porciones

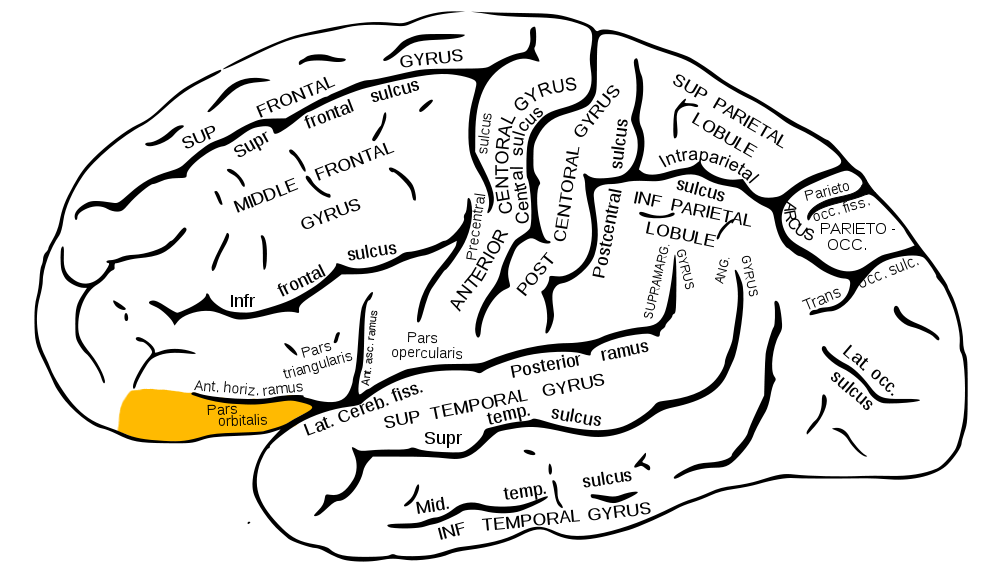
Porción orbitaria.
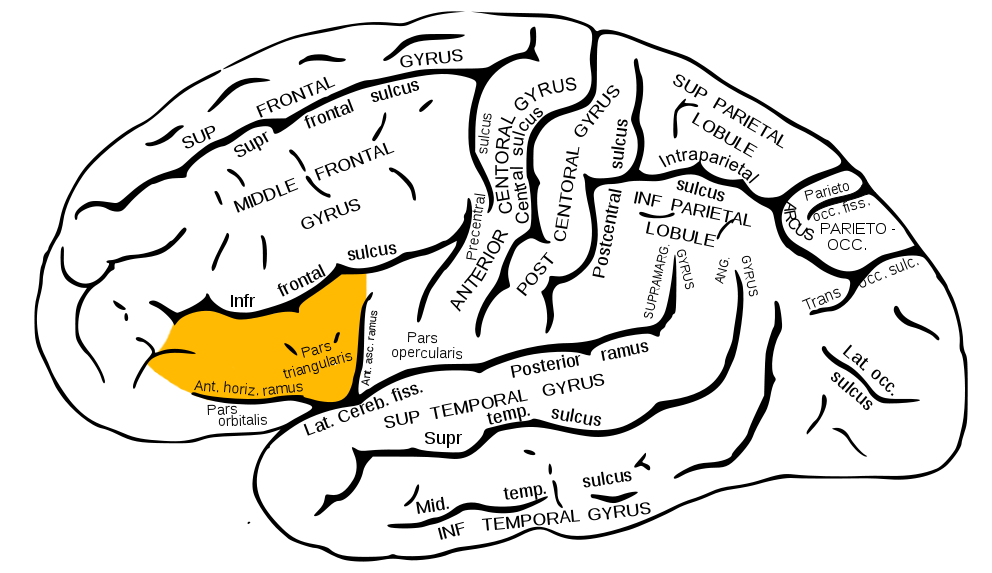
Porción triangular.
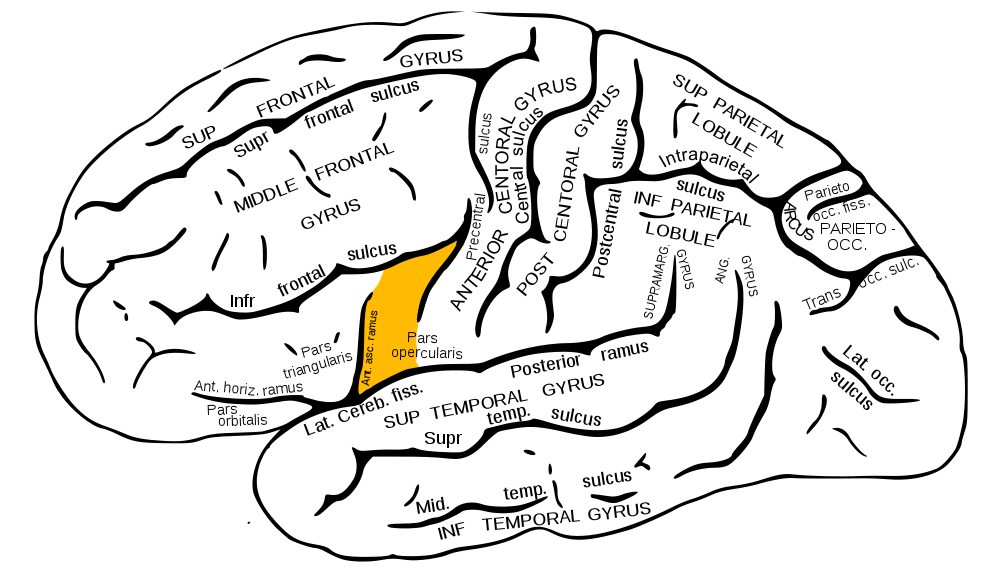
Porción opercular.